# Асоційована держава
Асоційована держава — держава, яка формально зберігає суверенітет, але добровільно віддає значну частину своїх владних повноважень іншій державі (частіш всього повноваження по забезпеченню оборони, зовнішньополітичних зв'язків та організації грошового обороту). Фактично асоційована держава — вид протекторату, перехідна форма зовнішньої залежності підпорядкованої території, яка перебуває між статусами колонії та суверенної держави. При цьому одна і та сама держава може вступити в асоційовані відносини одночасно з декількома державами по різним по різним питанням співпраці і напрямку діяльності. Такий підхід спрощує взаємовідносини між державами, робить зайвими тисячі документів, в тому числі і нормативного характеру, скорочуються та перерозподіляються функції управлінських структур.

## Походження поняття[4]
Концепція асоційованої держави спочатку використовувалася для позначення домовленостей, за якими західні держави надавали (іноді дуже обмежену) ступінь самоврядування деяким своїм колоніям після закінчення Другої світової війни. Незабаром після завершення війни французькі колонії, такі як В'єтнам, Камбоджа та Лаос були визначені як «асоційовані держави» в рамках новоствореного Французького Союзу. Угода надала цим країнам обмежений рівень внутрішнього та зовнішнього суверенітету, але здебільшого зберегла за Францією контроль над зовнішніми відносинами, а також військовою, судовою, адміністративною та господарською діяльністю. На думку деяких французьких юристів, концепція асоційованої держави згідно з конституцією Франції 1946 року автоматично поширювалася на території Марокко та Тунісу, які до того часу були протекторатом Франції. Однак, на відміну від країн у Південно-Східній Азії, ні Марокко, ні Туніс не стали частиною Французького Союзу. Концепція асоційованої держави у застосуванні до колишніх французьких колоніальних володінь була описана як «неоколоніальна», оскільки вона не давала їм реального внутрішнього чи зовнішнього суверенітету. Усі вищезазначені асоційовані держави згодом стали повністю незалежними державами.

## Список нині існуючих асоційованих держав
Острови Кука та Ніуе мають статус «самоврядування у вільній асоціації». Нова Зеландія не може приймати закони за них, і в деяких ситуаціях вони вважаються суверенними державами. У зовнішніх відносинах обидві проводять політику як суверенні держави, і їм було дозволено підписати як державі договори з органами ООН. Жодна з них не приєдналася до Організації Об'єднаних Націй, оскільки Нова Зеландія висловила думку, що такий крок призведе до втрати у місцевого населення права на автоматичне отримання громадянства Нової Зеландії. Однак Нова Зеландія ніколи офіційно не виступала проти такої заявки. І Ніуе, і Острови Кука встановили власні національні та імміграційні режими. Федеративні Штати Мікронезії (з 1986 р.), Маршаллові Острови (з 1986 р.) і Палау (з 1994 р.) асоціюються зі Сполученими Штатами відповідно до так званого Договору про вільну асоціацію, що надає державам міжнародний суверенітет і повний контроль над їх територіями. Однак уряди цих територій погодилися дозволити Сполученим Штатам забезпечити захист; федеральний уряд США надає гранти на фінансування та доступ до соціальних послуг США для громадян цих територій. Сполучені Штати отримують можливість використовувати острови як стратегічні військові бази.
| Асоційована держава          | Асоціюється з | Асоційована з    |
| ---------------------------- | ------------- | ---------------- |
| Острови Кука                 | Нова Зеландія | 4 серпня 1965    |
| Ніуе                         | Нова Зеландія | 19 жовтня 1974   |
| Маршаллові Острови           | США           | 21 жовтня 1986   |
| Федеративні Штати Мікронезії | США           | 3 листопада 1986 |
| Палау                        | США           | 1 жовтня 1994    |

## Схожі форми відносин
Існують такі ситуації, коли одна держава має владу над іншою політичною одиницею. Прикладами цього є залежні території та території Коронного володіння Сполученого Королівства, де територія має власну політичну систему та часто внутрішнє самоврядування, але не має загального суверенітету. У вільній формі асоціації деякі суверенні держави передають частину повноважень іншим державам, часто у сфері закордонних справ і оборони.